# Borysówka (Gorce)
Borysówka (1085 m) – szczyt w Gorcach. Znajduje się w Paśmie Gorca, w bocznym, południowym grzbiecie szczytu Przysłop. Grzbiet ten oddziela dolinę potoku Jaszcze od doliny jego dopływu – potoku Małe Jaszcze. Administracyjne znajduje się w obrębie wsi Ochotnica Górna w województwie małopolskim, w powiecie nowotarskim, w gminie Ochotnica Dolna.
Borysówkę porasta las, ale na jej południowych stokach jest wiele polan należących do osiedla Jaszcze Małe. Trzy z nich mają nazwę: Borysówka, Borysówka Hubiakowa i Borczak. Szczyt Borysówka oraz polany Borysówka i Borysówka Hubiakowa znajdują się w obrębie Gorczańskiego Parku Narodowego, polana Borczak i pozostałe bezimienne są poza granicami tego parku. Wszystkie są dobrze widoczne z wieży widokowej na Magurkach.